# Politikens filmjournal 095
|  | Denne artikel er oprettet af botten Steenthbot ud fra en ekstern database. Den kan derfor have sproglige fejl eller mangler. Denne skabelon kan fjernes efter kontrol af indholdet. |

Politikens filmjournal 095 er en dansk dokumentarisk optagelse fra 1951.

## Handling
1) Kong Haakon VII besøger England. Han modtages på kajen ved Westminster af Dronningemoderen Elizabeth og prinsesserne, den senere dronning Elizabeth II og prinsesse Margaret.

2) Propeldrevne modelfly er en ny populær hobby. Modelflyveklubben Windy i København er én af pionererne inden for sporten.

3) Jugoslavien: Britisk delegation besøger marskal Tito i Beograd.

4) Forår i København Zoo. Den store attraktion er forårets mange nye dyreunger.

5) England: Sangerinden Margaret Truman, datter til Præsident Truman, besøger Tower i London.

6) Tyskland: Sagnet om Rottefængeren fra Hameln opføres som gadeteater i byen.

7) Vandski-show i USA.